# Val-Cenis
Val-Cenis es una comuna nueva francesa situada en el departamento de Saboya, de la región de Auvernia-Ródano-Alpes.

## Historia
Fue creada el 1 de enero de 2017, en aplicación de una resolución del prefecto de Saboya de 8 de agosto de 2016 con la unión de las comunas de Bramans, Lanslebourg-Mont-Cenis, Lanslevillard, Sollières-Sardières y Termignon, pasando a estar el ayuntamiento en la antigua comuna de Bramans.

## Demografía
| Gráfica de evolución demográfica de Val-Cenis entre 1800 y 2014 |
|                                                                 |

Los datos entre 1800 y 2013 son el resultado de sumar los parciales de las cinco comunas que forman la nueva comuna de Val-Cenis, cuyos datos se han cogido de 1800 a 1999, para las comunas de Bramans, Lanslebourg-Mont-Cenis, Lanslevillard, Sollières-Sardières y Termignon de la página francesa EHESS/Cassini. Los demás datos se han cogido de la página del INSEE.

## Composición
| Comuna delegada        | Código INSEE | Población (2013) | Superficie (km²) | Densidad (hab./km²) |
| ---------------------- | ------------ | ---------------- | ---------------- | ------------------- |
| Bramans                | 73056        | 426              | 92.26            | 5                   |
| Lanslebourg-Mont-Cenis | 73143        | 637              | 93.61            | 7                   |
| Lanslevillard          | 73144        | 467              | 39.84            | 12                  |
| Sollières-Sardières    | 73287        | 186              | 33.31            | 6                   |
| Termignon              | 73290        | 407              | 149.03           | 3                   |